# Harpactocrates escuderoi
Espèce
Harpactocrates escuderoi est une espèce d'araignées aranéomorphes de la famille des Dysderidae.

## Distribution
Cette espèce est endémique de la région de Murcie en Espagne,.

## Publication originale
- Ferrández, 1986 : Las especies ibericas del genero Harpactocrates Simon 1914 (Araneida: Dysderidae). Actas 10 Congreso Internacional de Aracnologi a Jaca (Espana) Septiembre 1986, vol. 1, p. 337-348.